# شوپفلوخ
شوپفلوخ (به آلمانی: Schopfloch) یک شهر در آلمان است که در فرویدنشتادت واقع شده‌است. شوپفلوخ ۲٬۵۳۵ نفر جمعیت دارد.